# Xã Wildhorse, Quận Graham, Kansas
Xã Wildhorse (tiếng Anh: Wildhorse Township) là một xã thuộc quận Graham, tiểu bang Kansas, Hoa Kỳ. Năm 2010, dân số của xã này là 210 người.